# Емилия Минева
Емилия Тодорова Минева е български философ, преподавател по история на философията в СУ „Св. Кл. Охридски“ и специалист в областта на история на философията от XIX век. Тя е авторка и съавторка на текстове в областта на историко-философските изследвания и познание: монографии, научни статии, съставител и научен редактор на академични сборници и антологии, встъпителни студии към издания на преводна философска литература, включително съчинения на Вилхелм Дилтай, Владимир Соловьов, Артур Шопенхауер, Михаил Бакунин и други известни философи от XIX в.

## Биография
Родена е на 2 септември 1942 г. в Белоградчик. През 1961 г. завършва Софийската педагогическа гимназия и през следващите години работи като учител. През 1971 г. завършва философия в „Свети Климент Охридски“. Същата година е избрана за хоноруван асистент и научен секретар към катедра „История на философията“. Същинската ѝ академична кариера започва през 1972 г., когато е избрана за редовен асистент в катедрата и до 1984 г. ръководи семинарни занятия към курсовете, преподавани от Петър-Емил Митев. В помощ на студентите тя съставя заедно с Митев антология с текстове от философските съчинения на Карл Маркс „Антология по история на марксистката философия: (От възникването на марксизма до ленинския етап)“ (1981) Обсъждането на текстовете стимулира оживени дискусии, за които нейните студенти и колеги продължават да си спомнят много години по-късно: „Тези курсове и най-вече семинарните занятия се отличават със свободомислие, нетрадиционни гледни точки, многообразие на обсъжданите произведения... с характерни критичност и ироничност към идеологическите догми.“ Дискусиите стават повод за организирането в началото на 80-те години на XX век на тематични философски четения в Гьолечица. Емилия Минева е сред основните организатори и участници, без които „не биха били възможни продължаващите вече над 35 години философски четения в [базата на СУ] Гьолечица, тръгнали в началото на 80-те години с различен прочит на основни марксистки и идеолого-критични произведения.
Емилия Минева специализира в областта на история на философията от XIX век в различни чуждестранни университети: Московския държавен университет „Михаил Ломоносов“ (1978), Виенския университет (1983) и университета в Лайпциг (1989). През 1988 г. защитава докторска дисертация по философия на тема „Проблемът за човека в трудовете на
К. Маркс през 1842 – 1844 г. : От филос. критика на политиката към соц. самокритика на философията.“. През 1990 г. е избрана за доцент в катедра „История на философията“ на СУ, където чете основни и избираеми лекционни курсове в бакалавърска и магистърска степен като основен преподавател. Участва като изследовател и специалист в международни програми, научни форуми и договори за двустранно сътрудничество, например:" „Владимир Соловьов и западноевропейската философска традиция“ (2001), „Studies in East European Thought“ (2001), „Ницше и изтокът“ (2003) и др.
През 2005 г. Минева съставя, редактира и написва уводна студия към антологията „Класици на анархизма“, като обяснява нейната цел и предназначение по начин, който отразява и собствените ѝ виждания за смисъла и целта на историко-философското познание. „Социална философия на анархизма и съвременните протестни движения“ става следващата нова дисциплина сред лекционните ѝ курсове. Антологията бележи последния творчески епизод в дълголетната професионална биография на Емилия Минева, продължила почти четири десетилетия. През 2009 г. тя се пенсионира и се оттегля от активна преподавателска и изследователска дейност.
След тежко боледуване Емилия Минева почива на 29 юли 2020 г.

### Монографии и студии
- „Проблемът за човека у ранния Маркс“ (Годишник на СУ, кн. Философия, т. 77, 1984, 58 – 100).
- „Проблемът за човека в трудовете на К. Маркс през 1842 – 1844 г. От философска критика на политиката към социална самокритика на философията“. (Годишник на СУ, кн. Философия, т. 80/81, год. 1987 – 1987, 5 – 69);
- „През „огнения поток““ (Уводна студия към Фр. Енгелс „Лудвиг Фойербах и краят на класическата немска философия“, Партиздат, С. 1988)
- „В борба за автентичност на марксизма“ (Уводна студия към сб. „Фридрих Енгелс. Писма за историческия материализъм“, София, 1989)
- „Вилхелм Дилтай – философ на науките за духа и типовете светогледи“ (Уводна студия към „В. Дилтай. Философия на светогледите“, София, 1998)
- „Проблемът за смисъла на живота във философията на Владимир Соловьов“ (Уводна студия към „Вл. Соловьов, Оправдание на доброто“ София, ЛИК, 1999)[11][15]
- „Традицията на анархизма“ (Уводна студия към Класици на анархизма, Кванти, 2005)
- „Opus ultimum на Артур Шопенхауер и смисълът на неговата философия“ (Уводна студия към „Артур Шопенхауер. Парерга и паралипомена. Избрани есета", ИК Кота, прев. К. Янакиев, С. 2009)[16]
- Минева, Емилия. Историко-философска мозайка от XIX век.   София, Проектория, 2015..
- М.Бакунин "Държавност и анархия“ (Предговор)
- Сборник, съставители Хараламби Паницидис, Емилия Минева, Станимир Панайотов. Маркс: хетерогенни прочити от ХХ век.   София, Anarres, 2012. ISBN 978-954-92985-2-9. с. 656.

### Статии
- Живот, озарен от светъл оптимизъм //  Проблеми на младежта 14.   1975. с. 11 – 25.
- Противоположность марксисткого и фейербаховского подходов к познанию сущности человека в работах К. Маркса 1845 – 1846 г. (Вестник Московского университета, Серия 7, Философия №5, 1980 г.)
- Една типология на домарксовите подходи към проблема за човека. (Философска мисъл, 9/ 1983, 60 – 69);
- Гражданското общество (Философска мисъл 10/ 1989)
- Подходът на Владимир Соловьов към проблема за смисъла на живота. (сп. Философия, 5 – 6, 1998, 31 – 38.)